# Föld Ottó
Föld Ottó (eredeti neve: Feld Ottó) (Budapest, 1924. október 18. – Budapest, 2002. február 21.) magyar gyártásvezető, filmproducer, filmrendező.

## Életpályája
1948–1960 között a Mafilm 1. számú játékfilmstúdiójának gyártásvezetője volt. 1950-től 1953-ig a Színház- és Filmművészeti Főiskola gyártásvezető szakán tanult. 1961–1972 között a Mafilm főgyártásvezetőjeként dolgozott. 1970-től 1994-ig a Színház- és Filmművészeti Főiskolán tanított mint a gyártásvezető szakvezetés docense. 1973–1975 között a Magyar Televízió drámai főosztályvezető-helyettese volt. 1975-től 1978-ig a Filmfőigazgatóság helyettes vezetője. 1978–1985 között a Mafilm igazgatója volt. 1985-ben nyugdíjba vonult. 1990-től a Korda Sándor Alapítvány elnökeként tevékenykedett. 1991-től a Korda Sándor Produceri Akadémián vezető tanárként tanított.

## Családja
Édesapja Feld Mátyás (1876–1953) színész és színházigazgató, nagyapja Feld Zsigmond (1849–1939) szintén színész és színházigazgató volt. 1955-ben házasságot kötött Torsán Klárával. Egy lányuk született: Föld Júlia, filmrendező (1958).

## Filmjei

### Gyártásvezetőként
- Dani (1957)
- Csendes otthon (1957)
- Szent Péter esernyője (1958)
- Ház a sziklák alatt (1959)
- Kard és kocka (1959)
- Szombattól hétfőig (1959)
- Az arcnélküli város (1960)
- Próbaút (1961)
- Dúvad (1961)
- Két félidő a pokolban (1961)
- Karambol (1964)
- Mit csinált felséged 3-tól 5-ig? (1964)
- Húsz óra (1965)
- Pacsirta (1965)
- Szerelmes biciklisták (1965)
- Szentjános fejevétele (1966)
- Minden kezdet nehéz (1966)
- Fügefalevél (1966)
- Aranysárkány (1966)
- A múmia közbeszól (1967)
- Egy szerelem három éjszakája (1967)
- Nyár a hegyen (1967)
- Utószezon (1967)
- Falak (1968)
- Hideg napok (1968)
- Fejlövés (1968) (producer is)
- Holdudvar (1969)
- Az oroszlán ugrani készül (1969)
- A Pál utcai fiúk (1969)
- Imposztorok (1969)
- Isten hozta, őrnagy úr! (1969)
- Virágvasárnap (1969)
- A tanú (1969)
- Sirokkó (1969)
- Utazás a koponyám körül (1970)
- Arc (1970)
- A nagy kék jelzés (1970)
- Csak egy telefon (1970) (producer is)
- Szép lányok, ne sírjatok! (1970)
- Én vagyok Jeromos (1970)
- Kitörés (1971)
- Szerelem (1971)
- Staféta (1971)
- Égi bárány (1971)
- Szindbád (1971)
- Hahó, Öcsi! (1971)
- Még kér a nép (1972)
- Meztelen vagy (1972)

| - Angyalok földje (1962) - Fényes szelek (1969) | - Keserű igazság (1956) - Tanár úr kérem… (1956) - Bakaruhában (1957) |

## Művei
- Producerek egymás között (1994)
- Fénytörések. Kalandozás a film körül (tanulmány, 1995)
- Bohémvilág (1996)
- Fuss vagy fizess... Két sportsmen naplója (Föld Auréllal és Sipos Tamással, 1996)
- Tipri-Tupri csodái (mese, 1997)
- Tipri-Tupri a Marson (mese, 1998)
- Tipri-Tupri Hollywoodban (mese, 1999)